# Монт Алто (Пенсилванија)
Монт Алто (енгл. Mont Alto) град је у америчкој савезној држави Пенсилванија.

## Демографија
По попису из 2010. године број становника је 1.705, што је 348 (25,6%) становника више него 2000. године.
| Група             | 2000.         | 2010.         |
| Белци             | 1.324 (97,6%) | 1.568 (92,0%) |
| Афроамериканци    | 13 (1,0%)     | 69 (4,0%)     |
| Азијати           | 11 (0,8%)     | 12 (0,7%)     |
| Хиспаноамериканци | 3 (0,2%)      | 36 (2,1%)     |
| Укупно            | 1.357         | 1.705         |